# J. & L. Lobmeyr

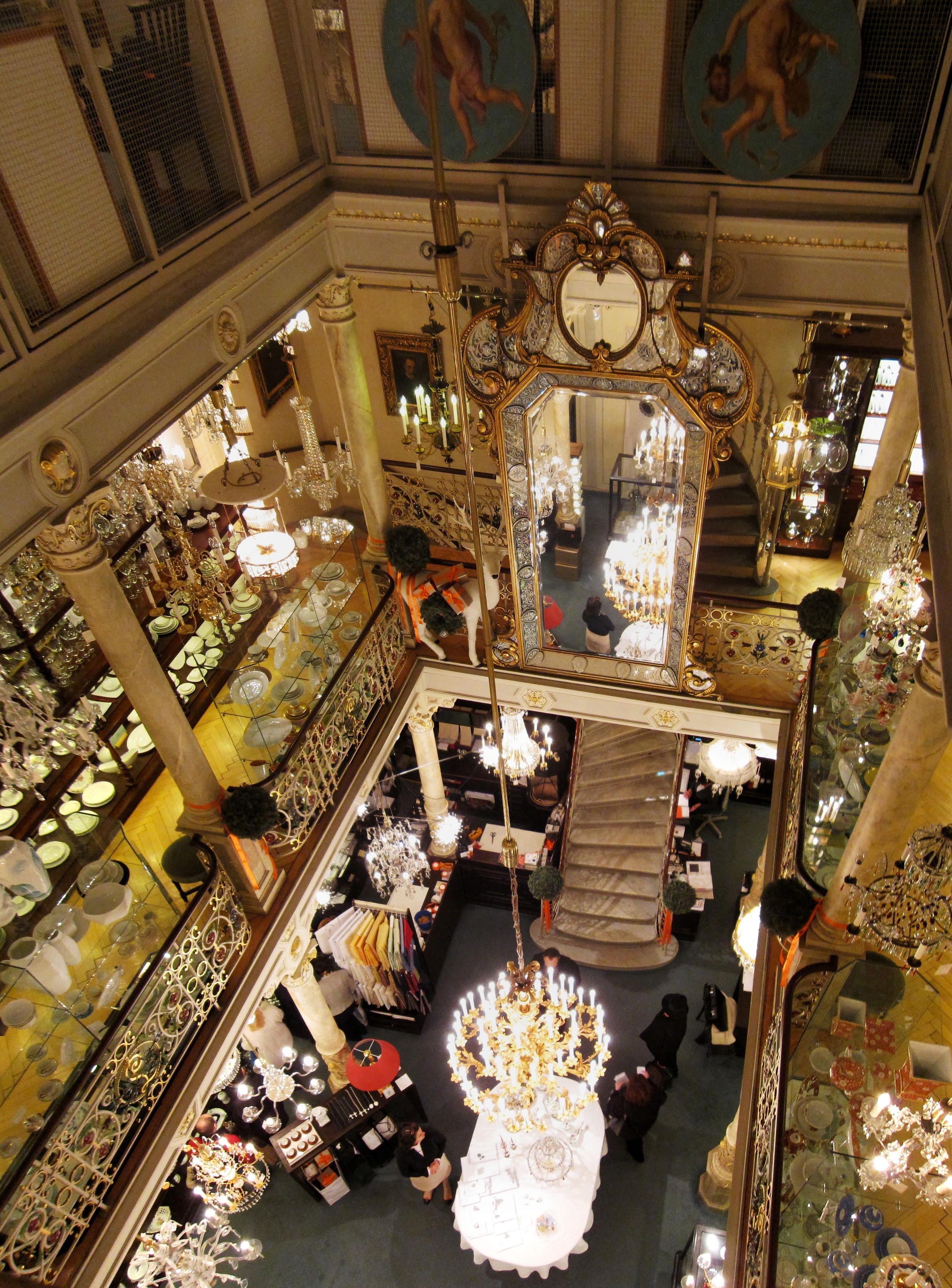
Vnitřní pohled do prodejny J. & L. Lobmeyr ve Vídni

J. & L. Lobmeyr je vídeňský obchodní dům se sklem. Mateřská společnost sídlící na adrese Kärntner Strasse 26 ve Vídni je stále rodinným podnikem a prodejním místem vysoce kvalitního křišťálového skla.

## Historie

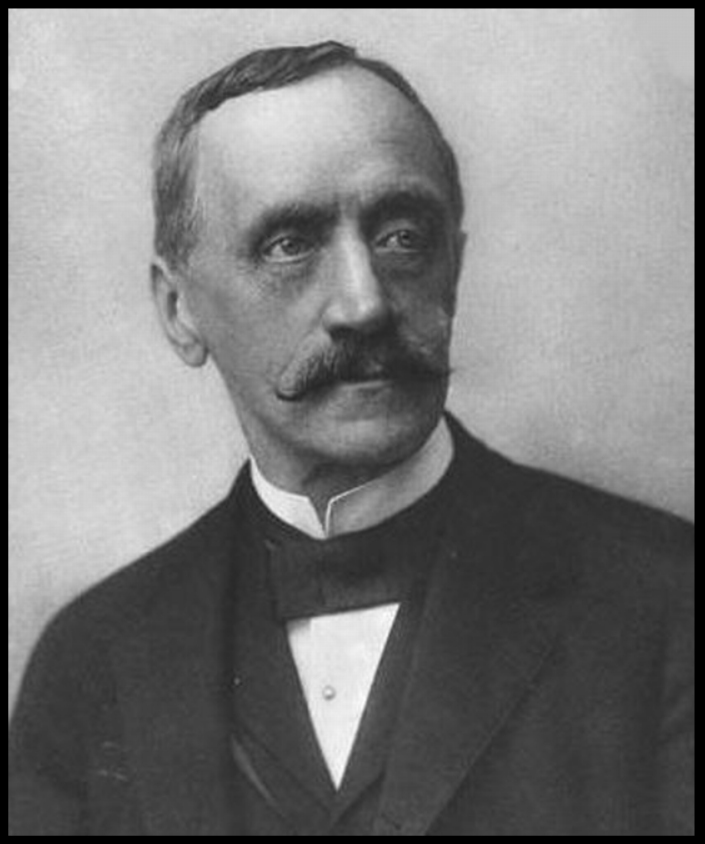
Ludwig Lobmeyr (1829-1917)

V roce 1823 založil Josef Lobmeyr (1792–1855) ve Vídni obchodní dům se skleněným zbožím, který se stal známým až ve druhé generaci pod vedením jeho potomků Josefa, Ludwiga, Louise a Mathildy pod názvem „J. & L. Lobmeyr“. V roce 1855 převzali vedení firmy po svém otci bratři Josef Lobmeyr a Ludwig Lobmeyr; Josef se stal obchodním ředitelem firmy, zatímco Ludwig byl zodpovědný za umělecký program společnosti.
Ludwig Lobmeyr (1829–1917) rozšířil kontakty s českými sklárnami a dílnami na zušlechťování skla, které navázal již jeho otec Josef Lobmeyr; udržoval v provozu několik poboček v regionu a najímal pro sebe brusiče a rytce skla. Střediskem pro nábor umělců bylo severočeské město Kamenický Šenov a jeho okolí. Ludwig také úzce spolupracoval s českým podnikatelem a sklářem Wilhelmem Kralikem von Meyrswalden, manželem Ludwigovy sestry Louisy. Mnoho svých návrhů skla (skleniček) nechal Ludwig Lobmeyr vyrábět v umělecky významné sklárně Adolf u Vimperku (ve firmě synovce svého švagra Meyra).
Pod Ludwigovým vedením se společnost J. &. L. Lobmeyr v roce 1860 stala dvorním obchodníkem a dodavatlem skla. Zajišťovala křišťálové lustry pro Hofburg, pro zámek Schönbrunn a bavorské královské paláce. Ludwig, sám nadšený mecenáš a sběratel, se znal i s umělci a vědci mimo obor sklářství, jakými byli například dánsko-rakouský architekt Theophil von Hansen a rakouský architekt a designér Josef Hoffmann. V roce 1882 ve spolupráci s Thomasem Alvou Edionem vybavil redutní (redutové) sály palácového komplexu Hofburg v centru Vídně prvními elektrickými lustry na světě. V roce 1887 byl Ludwig císařem Františkem Josefem I. jmenován poslancem horní komory parlamentu (Herrenhaus) a v roce 1889 se stal čestným občanem města Vídně. Nabídku ucházet se o šlechtický titul a vstoupit do šlechtického stavu odmítl.
Lobmeyr byl také dodavatelem pro bavorský, srbský, řecký a bulharský dvůr. Belgický král, brabantský vévoda a flanderský hrabě byli zásobeni již dříve.
Když Ludwig v roce 1917 zemřel bezdětný, odkázal firmu Stefanu Rathovi (1876–1960), synovi své sestry Mathildy. V roce 1907 byla otevřena další pobočka firmy v Karlových Varech. Velmi rozsáhlý jídelní servis byl vyroben pro následníka trůnu Františka Ferdinanda d'Este, který se předtím nechal inspirovat motivy vybranými v Rakouském muzeu užitého/současného umění.
Společnost J. & L. Lobmeyr přežila druhou světovou válku a v poválečném období udržovala obchodní činnost zakázkami na lustry a svítidla pro Vídeňskou státní operu, pro divadlo v Lucemburku, pro Metropolitní operu v New Yorku, pro Centrum Johna F. Kennedyho pro múzická umění (John F. Kennedy Center for the Performing Arts) ve Washingtonu DC a pro moskevský Kreml. Společnost Lobmeyr také pracovala na zakázkách pro saúdský královský dvůr a brunejského sultána.
Stefan Rath (1876–1960) popsal historii své rodiny a společnosti. J. & L. Lobmeyr a toto dílo je od roku 1962 až dodnes (2005) ve vlastnictví jeho potomků.

## Lobmeyrské sklo
Společnost J. & L. Lobmeyr prožila své velké období v historismu. Ludwig Lobmeyr vždy usiloval o oživení tradic ve starém německém stylu. V 19. století byly velmi oblíbené slezské poháry s císařskými orlicemi a dalšími typickými ozdobami ze 17. století - některé s pseudodatováním. Dalšími stěžejními produkty pro sklo firmy Lobmeyr ve druhé polovině 19. století byly sklenice a číše se smaltovanou malbou a zlatým ornamentem stejně jako barevné sklenice, mísy a džbány s jemně propracovanými smaltovanými síťovými ornamenty ve zlaté a bílé barvě.
V tomto období, kdy bylo v aristokratických a vyšších středostavovských kruzích populární zařizování tzv. „arabských pokojů“, hrálo významnou roli také sklo v islámském stylu. Také Rakouské muzeum užitého umění/současného umění (německy: Österreichisches Museum für angewandte Kunst/Gegenwartskunst; zkratka MAK) ve Vídni mělo kdysi takový arabský pokoj (jeho architekty byli Johann Machytka a Franz Schmoranz), který byl v roce 1928 zveřejněn v časopisu. Ludwig Lobmeyr se s těmito architekty znal a nechal si od nich dodat návrhy na jemné zlaté a smaltované ozdoby v orientálních formách.
Firma J. & L. Lobmeyr se věnovala také zdobení metodou lakování černou pájkou. Významným umělcem v této technice, který zpočátku pracoval pro Ludwiga, byl malíř na sklo a rytec Josef Lenhardt, který se později v Kamenickém Šenově podepisoval pod výrobky svým vlastním jménem. Staré německé nebo antické obrazové motivy sloužily jako základ pro ucelené série (například série „Mořští bohové“).
I po Ludwigově smrti pokračovala firma J. & L. Lobmeyr pod vedením Stefana Ratha v náboru sklářských výtvarníků z Čech prakticky až do druhé světové války. Z Kamenického Šenova získali nejstaršího z bratrů Eiseltových – Paul Eiselt (1887–1961) a Hermann Eiselt (1895–1974). Ve 20. století však talentovaní rytci v Čechách dávali přednost vlastní tvorbě pod vlastní značkou (podpisem) a na scéně se objevily i nové manufaktury jako Johann Loetz Witwe  a četné specializované sklářské školy.
V roce 1929 navrhl vídeňský architekt a designér Adolf Loos pro firmu Lobmeyr barovou soupravu o dvanácti dílech včetně karafy, kterou společnost Lobmeyr vyrábí a prodává dodnes (2005). V roce 2009 natočil rakouský umělec Mathias Poledna (* 1965, Vídeň) o této kolekci abstraktní film.
V současné době má společnost v repertoáru široký sortiment od vysoce kvalitního užitkového skla přes výrobky na zakázku a sběratelské předměty až po starožitnosti se značkou Lobmeyr. Společnost také vyrábí a prodává zrcadla v historickém i moderním stylu a lustry nejrůznějších tvarů a stylů. Nejznámější jsou pravděpodobně ty z newyorské Metropolitní opery.

## Značka Lobmeyr
Charakteristický znak firmy Lobmeyr se používá důsledně od roku 1865, bývá jemně vyryt na spodní straně skleněných předmětů a jasně tak označuje jejich původ. Písmena J (Josef), a L (Ludwig/Lobmeyr) a W (Vídeň) jsou propletena do tvaru sítě. Pokud se nedíváme pozorně, snadno si ho spleteme se značkou Meyrova synovce, která je zkonstruována podle stejného vzoru (propletená písmena M a N). Obě společnosti úzce spolupracovaly (viz výše).

## Sbírky firmy Lobmeyr

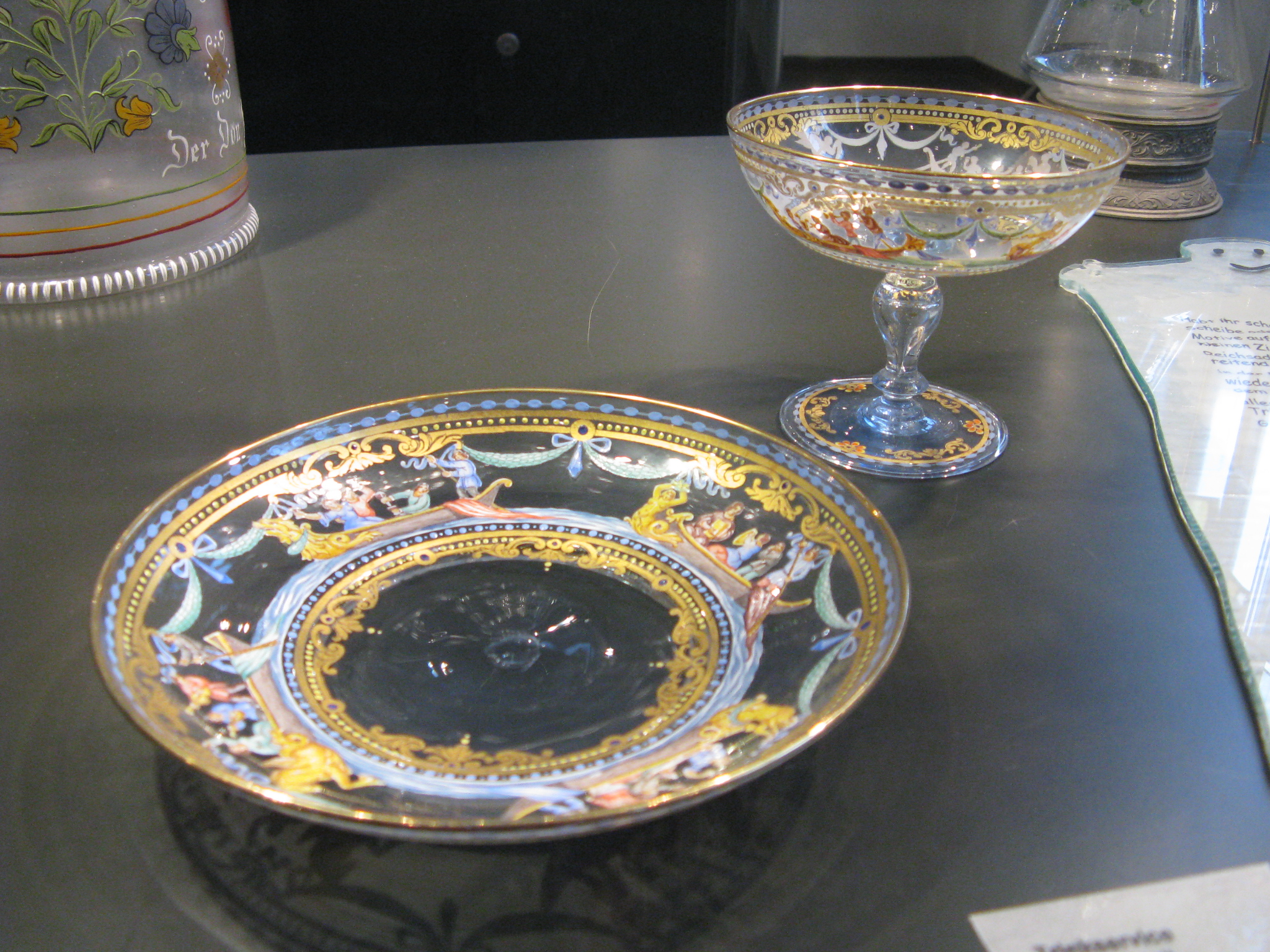
Smaltovaný nápojový servis, datovaný kolem roku 1880 (Muzeum skla ve Wertheimu)

Samotná společnost Lobmeyr si zřídila v horních prostorách svého prodejního salonu ve Vídni vlastní muzeum. Lobmeyrské sklo je k vidění také v mnoha muzeích. Významné sbírky jsou vystaveny mimo jiné v Rakouském uměleckoprůmyslové muzeu užitného umění ve Vídni a v Pasovském muzeum skla. Na aukcích skla po celém světě se dnes ceny nejlepších kusů pohybují v pěticiferných číslech.

## Firma J. & L. Lobmeyr v Kamenickém Šenově

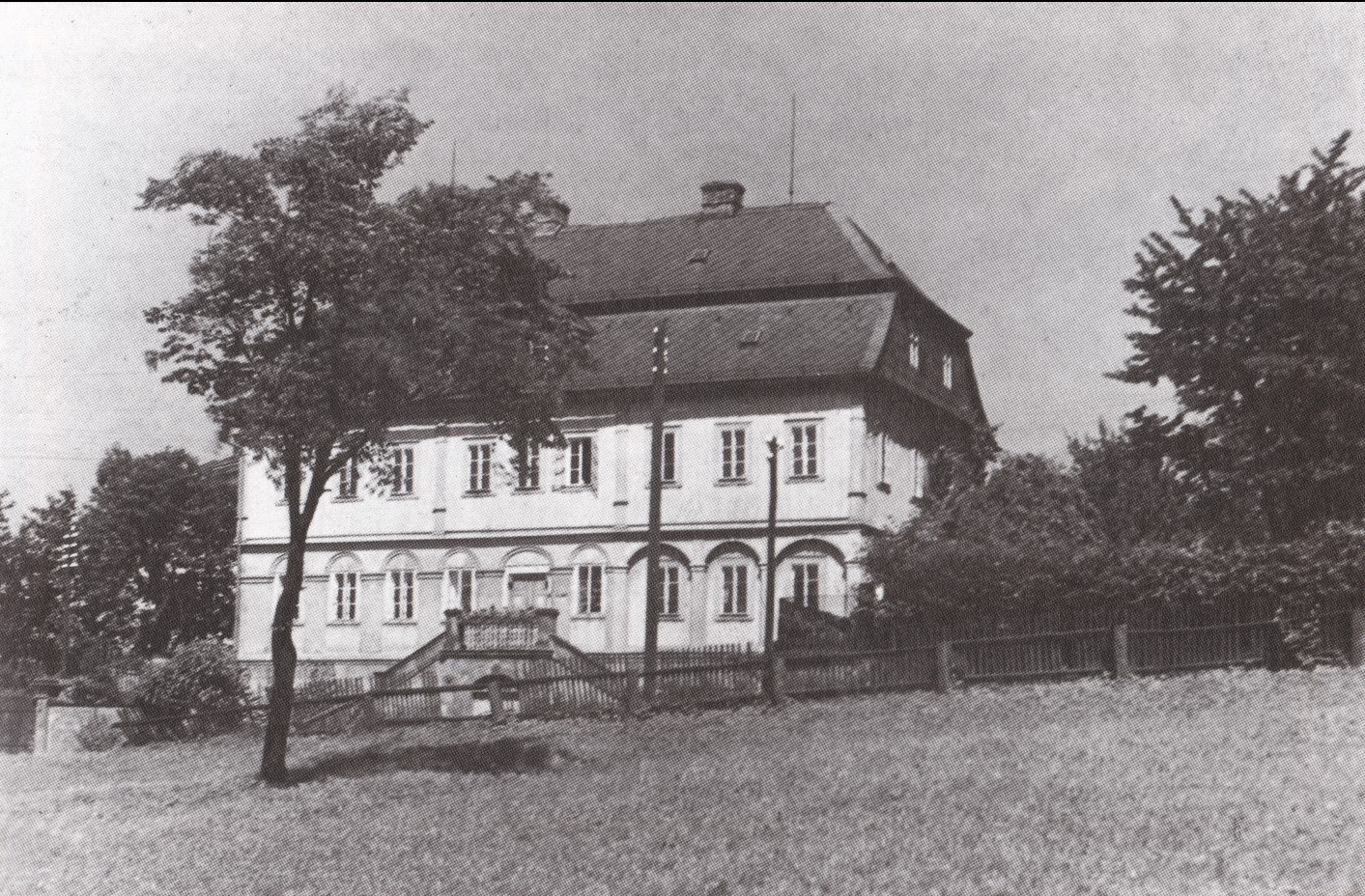
Muzeum skla v Kamenickém Šenově

V Kamenickém Šenově od roku 1856 působící sklářská škola vystřídala od svého vzniku až do roku 1899 dva ředitele. Tím druhým byl v letech 1885 až 1899 Leo Chilla(1856–1923), který během svého působení na této škole navázal velmi plodnou spolupráci s vídeňskou sklářskou firmou J. & L. Lobmeyr a tímto způsobem se snažil svým studentům zprostředkovat kontakt se zahraničními trendy v užitém umění.
Pobočka firmy J. & L. Lobmeyr sídlila v Kamenickém Šenově v reprezentativní, klasicistní (pozdně barokní) budově v ulici Osvobození číslo popisné 69 poblíž křižovatky ulic Kamenická a Osvobození. Tento objekt se stal tzv. sklářským domem od roku 1918, kdy přešel do vlastnictví společnosti J. & L. Lobmeyr. Ta zde vybudovala a provozovala rytecké a brusičské dílny. Objekt náležel firmě J. & L. Lobmeyr až do roku 1951. I po zestátnění v Československu po únoru 1948 tu pracovali umělečtí řemeslníci až do počátku 60. let 20. století, tedy do doby, kdy se původní atelier J. & L. Lobmeyr stal jedním z provozů skláren v Novém Boru. Od roku 1968 je v budově šenovské sklářské muzeum. Základem jeho stálé expozice jsou sbírky Václava Jílka a exponáty rytého a broušeného skla, lustrů a svítidel firmy J. & L. Lobmeyr.